# 滲出性表皮炎
滲出性表皮炎（しんしゅつせいひょうひえん、英:exudative epidermitis）とはStaphylococcus hyicus感染を原因とするブタの感染症。Staphylococcus hyicusはグラム陽性の球菌であり、表皮剥脱毒素を産生する。症状は紅斑、滲出物、水疱、痂皮、皮膚剥離を特徴とし、その発病率は10%程度である。滲出物に皮垢や塵埃が付着すると黒褐色となり、煤を被ったように見えることからスス病とも呼ばれる。特徴的な病変は皮膚に限局して認められる。ワクチンはない。